# Hanna Jursch (Sängerin)
Hanna Jursch (auch: Hanna Rinella; * um 1980) ist eine deutsche Jazzsängerin.

## Leben
Hanna Jursch gewann schon 1995 erstmals den Musikpreis Winning Jazz, bevor sie ab 1999 und bis 2005 in Hannover an der damaligen Hochschule für Musik und Theater bei Romy Camerun das Fach Jazzgesang studierte. In diesem Zeitraum studierte sie im Jahr 2004 zudem in London bei Norma Winstone und Victoria Newton.
Master Classes und Workshops führten Jursch mit Tuck & Patti zusammen sowie mit Gabriele Hasler, Silvia Droste, Jean Carne, Bobby McFerrin, Richie Beirach, Chick Corea und The Real Group.
Mit ihrem Repertoire von Traditional Jazz bis Modern Jazz, Gospel, Pop, Soul und Salsa trat Jursch unter anderem auf internationalen Festivals im In- und Ausland auf, darunter beim Montreux Jazz Festival, International Jazz Festival Granada in Spanien oder beim Jazz Peru Internacional in Lima. Jursch, die bei zahlreichen Rundfunk- und Fernsehauftritten und mehr als 20 CD-Einspielungen zu hören war, tourte zu Konzerten zudem durch Amerika, Peru, Polen, England und die Schweiz. Sie war Mitglied in Big Bands wie Clean, Fine & Funky, beim Landesjugendjazzorchester Niedersachsen und bei „Windmachine“, bot Jazzgesang im Hanna Jursch Quartett und schultzing, Soul bei Miss Trigger und The Screenclub, Salsa in der Band Havana und Gospel in der Formation Hanna Jursch & Anja Mohr. Bei verschiedenen Gospelevents trat sie zudem als Solistin auf. Mit der Formation schultzing veröffentlichte sie mehrere Alben.
2006 übernahm Hanna Jursch einen Lehrauftrag für Gesang am Institut für Jazz, Rock, Pop der heutigen Hochschule für Musik, Theater und Medien Hannover.
Der Möbelhändler Robert Hesse (1936–2018) aus Garbsen war ein Förderer der seinerzeit dort wohnenden Sängerin, als sie gemeinsam mit ihrem Ehemann, dem Opernsänger Alessandro Rinella, mit der Vereinigung von Pop- und Klassik-Musik ein neues Konzertformat schuf.
2021 übernahm Jursch die Stelle als Kreiskantorin des Kirchenkreises Hildesheimer Land-Alfeld.

## Preise und Auszeichnungen (Auswahl)
- 1995 und 2003: Winning Jazz[1]
- 2002: Erster Solistenpreis beim Hochschulwettbewerb Hannover[1]
- 2006: JazziN, 1. Platz beim Concurso Internacional de Intérpretes de Jazz in Granada, Spanien[1]
- 2008: Niedersächsischer Jazzpreis[1]